# E solo amore
E solo amore è un album discografico del cantante Natale Galletta, pubblicato il 29 giugno 2015.

## Tracce
1. Nun o chiammà peccato
2. Dimane
3. Notte meridionale
4. Questo amore
5. Core mio (con Alessia Cacace)
6. L'urdema carezza
7. Nun m'aspettà
8. Ma quali amanti
9. Primma d' 'e tre
10. Sei bellissima
11. Ddoje voce (con Giovanni Galletta)